# 皮斯基 (伊萬基夫區)
51°5′27″N 30°2′0″E / 51.09083°N 30.03333°E
皮斯基（烏克蘭語：Піски）是位於烏克蘭北部的村莊，由基辅州维什霍罗德区的伊萬基夫市鎮負責管轄。該村始建於1861年，面積1.6平方公里，海拔高度125米，2001年人口218，人口密度每平方公里136.3人。